# BRD Bucharest Open
BRD Bucharest Open je profesionální tenisový turnaj žen hraný v rumunské metropoli Bukurešti. Založen byl v roce 2014. Dějištěm je tenisový klub Arenele BNR s otevřenými antukovými dvorci. 
Na okruhu WTA Tour se turnaj řadí do kategorie WTA International. Představuje jedinou rumunskou událost v této úrovni tenisu. V červencovém termínu probíhá týden po skončení grandslamového Wimbledonu.

## Charakteristika
Bucharest Open byl založen roku 2014. Na antukových dvorcích bukurešťského areálu Arenele BNR se odehrává také mužský turnaj ATP Tour BRD Năstase Țiriac Trophy. Do dvouhry ženské události nastupuje třicet dva singlistek a čtyřhry se účastní šestnáct párů. Rozpočet činí 250  tisíc dolarů. 
Nejvyšší počet dvou singlových titulů vyhrála Rumunka Simona Halepová. Generálním sponzorem  je rumunský bankovní dům BRD – Groupe Société Générale.

## Přehled finále

### Dvouhra
| Rok  | vítězka                   | finalistka             | výsledek      |
| 2019 | Jelena Rybakinová         | Patricia Maria Țigová  | 6–2, 6–0      |
| 2018 | Anastasija Sevastovová    | Petra Martićová        | 7–6(7–4), 6–2 |
| 2017 | Irina-Camelia Beguová     | Julia Görgesová        | 6–3, 7–5      |
| 2016 | Simona Halepová (2)       | Anastasija Sevastovová | 6–0, 6–0      |
| 2015 | Anna Karolína Schmiedlová | Sara Erraniová         | 7–6(7–3), 6–3 |
| 2014 | Simona Halepová           | Roberta Vinciová       | 6–1, 6–3      |

### Čtyřhra
| Rok  | vítězky                                     | finalistky                                   | výsledek         |
| 2019 | Viktória Kužmová Kristýna Plíšková          | Jaqueline Cristianová Elena-Gabriela Ruseová | 6–4, 7–6(7–3)    |
| 2018 | Irina-Camelia Beguová (2) Andreea Mituová   | Danka Kovinićová Maryna Zanevská             | 6–3, 6–4         |
| 2017 | Irina-Camelia Beguová Ioana Raluca Olaruová | Elise Mertensová Demi Schuursová             | 6–3, 6–3         |
| 2016 | Jessica Mooreová Varatčaja Vongteančajová   | Alexandra Cadanțuová Katarzyna Piterová      | 6–3, 7–6(7–5)    |
| 2015 | Oxana Kalašnikovová Demi Schuursová         | Andreea Mituová Patricia Maria Țigová        | 6–2, 6–2         |
| 2014 | Elena Bogdanová Alexandra Cadanțuová        | Çağla Büyükakçay Karin Knappová              | 6–4, 3–6, [10–5] |